# Illegally Yours
Illegally Yours is een Amerikaanse filmkomedie uit 1988 onder regie van Peter Bogdanovich.

## Verhaal
Molly Gilbert komt aan bij het huis van haar ex-vriend, wanneer daar een man is vermoord. Ze komt er haar spullen ophalen. Tussen de cassettebandjes die ze in haar tas steekt, zit een opname van het incident. Wanneer de dader haar wil vermoorden, schiet ze op hem. De politie verdenkt haar daarom van de moord. Tijdens de rechtszaak zit er een oude klasgenoot van haar in de jury. Hij was destijds verliefd op haar, maar hij verzwijgt dat voor de rechter.

## Rolverdeling
| Acteur          | Personage             |
| --------------- | --------------------- |
| Rob Lowe        | Richard Dice          |
| Colleen Camp    | Molly Gilbert         |
| Kenneth Mars    | Hal B. Keeler         |
| Kim Myers       | Suzanne Keeler        |
| Marshall Colt   | Donald Cleary         |
| Harry Carey jr. | Wally Finnegan        |
| George Morfogen | Rechter Norman Meckel |
| Linda MacEwen   | Ruth Harrison         |
| Rick Jason      | Freddie Boneflecker   |
| Jessica James   | Evelyn Dice           |
| Ira Heiden      | Andrew Dice           |
| Tony Longo      | Konrat                |
| Howard Hirdler  | Harry Crumrine        |
| Louise Stratten | Sharon Woolrich       |
| David Reeves    | Arnie                 |